# Interstate 16
A 16-os Interstate-autópálya (16-os országos autópálya) az USA béli Georgia államban található. Hossza nem sokkal kevesebb mint 270 kilométer.
Az I-16 további nevei: Jim Gillis Historic Savannah Parkway vagy State Route 404.
Ez az autópálya a Georgia állami Macon városából indul és a Savannah-ig tart.

## Leírás
Az autópályát 1978. szeptember 22. adták át, és 11 megyén halad át.
Az I-16 Savannah kiürítési útvonala hurrikán idején.

### Fontosabb kijáratok
- Macon, I-75
- Dudley
- Dublin
- Metter
- I-95
- Savannah